# Formigny La Bataille
Formigny La Bataille ist eine französische Gemeinde mit 760 Einwohnern (Stand 1. Januar 2022) im Département Calvados in der Region Normandie. Sie gehört zum Kanton Trévières im Arrondissement Bayeux und ist Mitglied im Gemeindeverband Communauté de communes Isigny-Omaha Intercom.
Sie entstand mit Wirkung vom 1. Januar 2017 als Commune nouvelle durch die Zusammenlegung der bisherigen Gemeinden Formigny, Écrammeville, Aignerville und Louvières, die in der neuen Gemeinde den Status einer Commune déléguée haben. Der Verwaltungssitz befindet sich im Ort Formigny.

## Gliederung
| Ortsteil                    | ehemaliger INSEE-Code | Fläche (km²) | Einwohnerzahl (2020) |
| --------------------------- | --------------------- | ------------ | -------------------- |
| Formigny(Verwaltungssitz)00 | 14281                 | 10,86        | 261                  |
| Aignerville                 | 14004                 | 04,35        | 206                  |
| Écrammeville                | 14235                 | 06,84        | 204                  |
| Louvières                   | 14382                 | 04,19        | 073                  |

## Geografie
Formigny La Bataille liegt im Nordwesten des Départements rund 16 Kilometer nordwestlich von Bayeux und rund 42 Kilometer nordwestlich von Caen. Der Ortsteil Louvières besitzt einen Streifen der Küste des Ärmelkanals. Das Gemeindegebiet gehört teilweise zum Regionalen Naturpark Marais du Cotentin et du Bessin. Die Aure, ein Nebenfluss der Vire, durchquert das südliche Gemeindegebiet in einem Sumpfgebiet.
Umgeben wird Formigny La Bataille von den elf Nachbargemeinden:
| Englesqueville-la-Percée Asnières-en-Bessin | Ärmelkanal Vierville-sur-Mer Saint-Laurent-sur-Mer | Colleville-sur-Mer   |
| Longueville                                 | Kompassrose, die auf Nachbargemeinden zeigt        | Surrain              |
| Colombières                                 | Bricqueville Trévières                             | Mandeville-en-Bessin |

## Sehenswürdigkeiten
| Name                                         | Ort          | Bemerkungen                                                                    | Bild |
| -------------------------------------------- | ------------ | ------------------------------------------------------------------------------ | ---- |
| Kirche Saint-Martin                          | Formigny     | Erbaut 1486, seit 1840 als Monument historique klassifiziert                   |      |
| Ehemalige Kirche Saint-Pierre in Engranville | Formigny     | Im 13. Jahrhundert errichtet, seit 1927 als Monument historique eingeschrieben |      |
| Denkmal an die Schlacht von Formigny         | Formigny     | Errichtet 1903, seit 2006 als Monument historique eingeschrieben               |      |
| Kapelle Saint-Louis                          | Formigny     | 15. Jahrhundert                                                                |      |
| Kirche Saint-Pierre                          | Aignerville  | 14. Jahrhundert                                                                |      |
| Kirche Notre-Dame                            | Écrammeville | Ursprünge aus dem 13. Jahrhundert                                              |      |
| Kirche Notre-Dame                            | Louvières    | 14. Jahrhundert, seit 1840 als Monument historique klassifiziert               |      |
| Schloss Gruchy                               | Louvières    | 18./19. Jahrhundert                                                            |      |

## Sport und Freizeit
- Der GR 223 „Littoral de la Normandie“, ein Fernwanderweg zwischen Honfleur und dem Mont-Saint-Michel, durchquert das nördliche Gemeindegebiet nahe der Küste.[2]

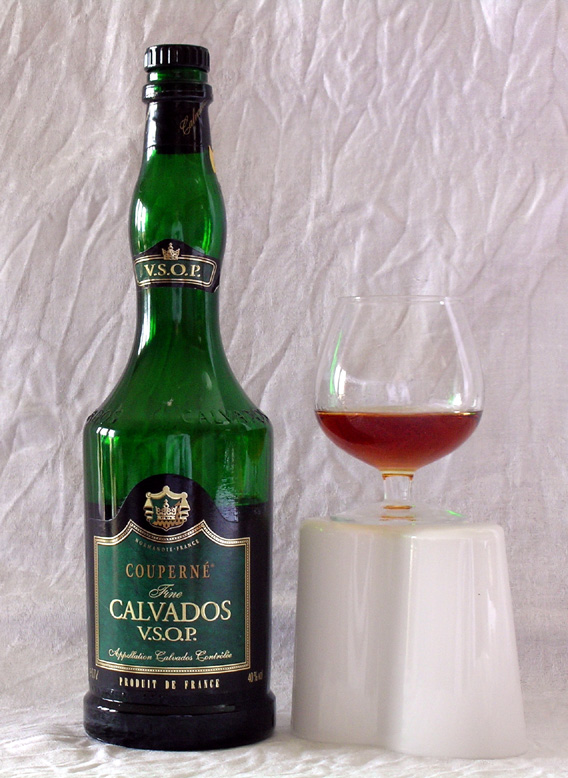
Calvados

## Wirtschaft
Formigny La Bataille liegt in den Zonen AOC
- der Beurre d’Isigny,
- des Calvados, ein aus Cidre hergestellter Obstbrand,
- des Pommeau de Normandie, ein Aperitif oder Digestif aus frisch gepresstem Apfelsaft mit Hinzufügung von Calvados,
- des Camembert de Normandie, ein aus Rohmilch hergestellter Weißschimmelkäse,
- des Pont-l’Évêque, ein Käse aus roher oder pasteurisierter Kuhmilch und
- der Crème d'’Isigny, eine Crème fraîche aus Kuh- oder Schafmilch.[3]

## Verkehr
Die Route nationale 13 von Paris nach Cherbourg durchquert das Gemeindegebiet von Ost nach West. Weitere regionale Départementstraßen bestehen mit den Nachbargemeinden.